# Penbryn
Penbryn est un village et une communauté du Ceredigion, au pays de Galles.

## Géographie
Penbryn est situé dans le sud-ouest du Ceredigion, sur le littoral de la baie de Cardigan, à une quinzaine de kilomètres au nord-est de la ville de Cardigan. La communauté de Penbryn comprend aussi les villages et hameaux de Brynhoffnant (en), Morfa (cy), Sarnau (cy) et Tresaith (en).

## Démographie
Au recensement de 2011, la communauté de Penbryn comptait 1 270 habitants.